# Sphagnum regium
Sphagnum regium là một loài rêu trong họ Sphagnaceae. Loài này được Drozhastchich mô tả khoa học đầu tiên năm 1961.
Danh pháp khoa học của loài này chưa được làm sáng tỏ. 